# Call Me (film)
Call Me je americký filmový thriller z roku 1988, který natočil režisér Sollace Mitchell. Hráli v něm Patricia Charbonneau, Stephen McHattie, Boyd Gaines, Sam Freed, Steve Buscemi a další. Film pojednává o ženě, která je po telefonu v kontaktu s cizím mužem, kvůli čemuž se zaplete do vraždy. Autorem hudby k filmu je David Michael Frank. Poté, co bylo ukončeno promítání filmu v kinech, byl vydán na videokazetě společností Vestron Video.